# 군위군·의성군·청송군
군위군·의성군·청송군은 대한민국의 옛 국회의원 선거구이다. 당시 경상북도 군위군, 의성군, 청송군 지역을 관할했다.

## 역사
제17대 국회의원 선거를 앞두고 선거구 개편이 일어나면서 군위군·의성군 선거구에 청송군이 편입되어 신설되었다.
제20대 국회의원 선거를 앞두고 상주시 선거구와 통합되며 상주시·군위군·의성군·청송군 선거구를 이루게 됨에 따라 폐지되었다.

## 역대 국회의원
| 선거   | 정당 | 정당     | 의원   |
| ------ | ---- | -------- | ------ |
| 2004년 |      | 한나라당 | 김재원 |
| 2008년 |      | 무소속   | 정해걸 |
| 2012년 |      | 새누리당 | 김재원 |

## 역대 선거 결과

### 대한민국 제17대 국회의원 선거
|  | 47.15% |

|  | 18.73% |

|  | 18.45% |

|  | 6.95% |

|  | 5.15% |

|  | 2.00% |

|  | 1.52% |

### 대한민국 제18대 국회의원 선거
|  | 49.35% |

|  | 44.92% |

|  | 3.12% |

|  | 2.58% |

### 대한민국 제19대 국회의원 선거
|  | 72.67% |

|  | 27.32% |